# Bradesco Esportes FM (Rio de Janeiro)
Bradesco Esportes FM foi uma emissora de rádio brasileira sediada no Rio de Janeiro, capital do estado homônimo. Operava no dial FM, na frequência 91.1 MHz, concessionada na cidade de Petrópolis, onde também era localizado seu transmissor, com alcance em praticamente todo o Grande Rio e Baixada Fluminense. Filial da rede de mesmo nome, era a única emissora não pertencente ao Grupo Bel na rede, sendo controlada diretamente pelo Grupo Bandeirantes.

## História

### 2012
Criada em abril, mas fundada em Maio de 2012, a rádio Bradesco Esportes FM era a única rádio 100% esportiva do Rio de Janeiro. A rádio já contou com nomes de peso, como do narrador Garotinho, do comentarista Gerson Canhotinha de Ouro, dos repórteres Gilson Ricardo e Jorge Eduardo dos operadores Silvio Vieira, Marcos Cunha (todos oriundos da Rádio Globo), José Campos da Costa e Antonio Guerra. Também na função de repórter foram contratados Bruno Azevedo (Rádio Globo Macaé), Carlos Eduardo Macri e Barbara Coelho. Freitas Neto é o segundo narrador da casa, vindo da Rádio Fluminense. Os novos contratados foram Cyro Neves e Kelly Dias (da Fluminense e do Esporte Interativo, respectivamente).
Sua estreia seria no dia 24 de maio de 2012, mas devido a entraves sobre o sinal da nova emissora, foi adiado. Um dia antes: Garotinho, Gerson, Gilson Ricardo e Jorge Eduardo fizeram o jogo Fluminense e Boca Juniors, pela BandNews FM Fluminense, onde fizeram em conjunto e ficaram até a Bradesco Esportes começar. Com os entraves sobre o sinal, houve a possibilidade de mudança de prefixo, (entrar no lugar da Paradiso) hipótese que posteriormente foi descartada. Após vários entraves, finalmente teve sua estreia marcada, para o dia 26 de setembro às 20:00h no jogo entre Flamengo e Atlético Mineiro que teve a narração de Gilson Ricardo. Neste ano, a Bradesco Esportes utilizou profissionais da BandNews durante a programação.

### 2013
Em 30 de dezembro de 2013, após um ano de pequenas vitórias na audiência, Garotinho anunciou durante a sua participação na BandNews FM a transferência dele e dos profissionais que vieram da Globo para a Transamérica Pop da mesma cidade e anuncia Edílson Silva e Ronaldo Castro como os substitutos para 2014.
Também foram transferidos da Transamérica os comentaristas Gonçalves, Carlos Alberto Parizzi, Nunes e Hélio Júnior (que transferira-se posteriormente à Rádio Globo), além dos repórteres Sérgio Guimarães e Rogério Ribeiro .

### 2014
Edílson Silva fez sua estreia no dia 18 de janeiro de 2014 no jogo Vasco x Boavista, válido pela Taça Guanabara que agora se chamava Taça Rádio Globo 70 anos em homenagem aos 70 anos da Rádio Globo.
A Bradesco Esportes transmitiu com equipe própria a Copa do Mundo FIFA de 2014 com a Rede Verde e Amarela do Grupo Bandeirantes, que no Rio a Bradesco transmitiu junto com as rádios BandNews FM Fluminense, Fluminense AM e MPB FM nos jogos da seleção brasileira, nas semifinais e na final do mundial.
Em 21 de setembro de 2014, a rádio perde o comentarista Carlos Alberto Parizzi que morreu vítima de um infarto agudo do miocárdio. Parizzi estava desde janeiro na emissora, quando veio da Rádio Transamérica Rio de Janeiro junto com seu amigo Edílson Silva.

### 2015
Após dezenas de demissões durante todo o ano, a Bradesco Esportes FM no RJ totalizava um total de 10% de seu efetivo em atividade, com isso, passou a exibir a programação da rede, gerada em São Paulo. Houve entradas na programação, além das transmissões e a exibição em cadeia com a Rede Bandeirantes da edição local de Os Donos da Bola.

### 2016
A rádio contrata como reforços pra equipe o comentarista Eugênio Leal, ex-Super Rádio Tupi e atualmente estando no Fox Sports; Marco Aurélio Carvalho ex-Rádio Globo e que concilia a estação com a Rádio MEC. além dos repórteres Antônio Carlos Duarte (ex-CBN) e Sérgio Américo, ex-Rádio Tupi como uma breve passagem pela Rádio Transamérica. outra novidade é uma nova mesa redonda, o Bola na Mesa, que é exibido justamente nos horários das concorrentes, aos domingos. Porém, houve as saídas de Acácio e Rogério Lourenço da emissora. No fim do ano a emissora trouxe mais um ex-Tupi: Jota Santiago, que já foi narrador titular da emissora.

### 2017
Em janeiro, a emissora trouxe a repórter Carla Matera, ex-Super Rádio Tupi e que tinha deixado a seleção Rádio Globo/CBN.
Com as informações do encerramento da rede a partir de março, publicadas pela imprensa em fevereiro de 2017, o jornalista Anderson Cheni noticia que a frequência do Rio de Janeiro, que pertence ao Grupo Bandeirantes de Comunicação, seria arrendada. Em 23 de fevereiro de 2017, o mesmo divulga em seu blog que a filial carioca seria extinta naquele dia e que o locutor Edilson Silva estava em negociações para transferir sua equipe para a BandNews FM. No mesmo dia, durante o programa de José Luiz Datena, foi anunciado que a equipe de Silva iria ser transferida em março. Em 24 de fevereiro de 2017, a produção local foi encerrada e o último programa exibido foi o Comendo a Bola, apresentado por Mauro Sant'Anna. Após a despedida, que ocorreu às 16h, a emissora passou a retransmitir a programação da matriz paulista.
Dezesseis dias após o fim da produção de programação no Rio de Janeiro, o jornalista José Luiz Datena criticou a decisão de antecipar o encerramento da filial. Durante a última edição do Nossa Área, transmitida em 10 de março de 2017, Datena disse que o encerramento foi uma "indelicadeza com o público do Rio" e completou classificando a decisão como "ideias de jerico" (sic). Explicando a um ouvinte da cidade que não entendeu o motivo do fim da filial, o jornalista culpou a política econômica do Brasil e os políticos e que "o Grupo Bandeirantes é vitorioso, o Bradesco é vitorioso, eles estão saindo desse projeto maiores do que entraram [...]". A transmissão da Bradesco Esportes FM foi encerrada às 23h59 de 13 de março de 2017 e foi substituída pela programação da Rede do Bem FM, que arrendou a frequência e estava anunciando a nova estação durante sua programação na TV Plenitude. Dois meses depois, a emissora deixa a Rede do Bem e passa a tocar somente programação musical.

## Programas que foram apresentados
- Madrugada Ligada
- Café, Esporte & Bola
- Jornal da Manhã
- O Mundo dos Esportes
- Nossa Área Rio
- Nossa Área Com Datena
- Jornal Cidade do Esporte
- Os Donos da Bola (exibido em cadeia com a Rede Bandeirantes)
- Bradesco Esporte Clube
- Nossa Área 2ª edição
- FutebolDoRio.com
- Esporte do Dia
- Bradesco Esportes Futebol
- Basquetebol Energia
- De Chuá
- Bloqueio Triplo
- Momento Furnas - Esportes Especiais
- Futebol Eletrônico
- Bola na Mesa

## Equipe
Os tópicos abaixo (exceto "Membros antigos") referem-se aos profissionais que estavam na última equipe que atuou na emissora até seu encerramento definitivo.

### Apresentadores
- Bruna Victoria
- Bruno Louzada (hoje na ESPN)
- Carlos Eduardo Macri (hoje na Botafogo TV)
- Christiano Pinho*
- Juan Rodrigues (hoje na Rede Amazônica)
- Edílson Silva (hoje na Super Rádio Tupi)
- Mauro Sant'Anna (hoje na FlaZoeira TV)
- Marcus Aurélio de Carvalho (hoje na Rádio MEC)
- Rodolfo Lamas (hoje na TV Globo)
- Rannyere Borges (hoje na X-Tudo Comunicações)

### Narradores
- Edílson Silva (hoje na Super Rádio Tupi)
- Rodrigo Campos (hoje na TV Brasil/Rádio Manchete)
- Jota Santiago (hoje na Super Rádio Tupi)
- Carlos Eduardo Macri (hoje na Botafogo TV)
- Carlos de Souza
- Mauro Sant'Anna (também repórter, hoje na FlaZoeira TV)

### Comentaristas
- Eugênio Leal (hoje na ESPN)
- Roberto Dinamite (†)
- Rogério Lourenço
- Ronaldo Castro (hoje na Super Rádio Tupi)
- Clodoaldo Silva (Paradesporto)

### Repórteres
- André Rocha (hoje na Rádio Manchete)
- Antônio Carlos Duarte*
- Arthur Bôa
- Bruno Louzada (hoje na ESPN)
- Carla Matera (hoje na Flu TV)
- Cássia Moura (hoje na VAVEL)
- Fábio Peixoto (hoje na RecordTV Rio)
- Igor Peixoto (hoje na CNN Brasil)
- Jean Dutra
- Juan Rodrigues (hoje na Rede Amazônica)
- Luca Tremonti (hoje na Feng Brasil)
- Mauro Sant′Anna (hoje na FlaZoeira TV)
- Marcos Coelho (hoje na Super Rádio Tupi)
- Nikollas Freitas
- Rannyere Borges
- Rodolfo Lamas (hoje na TV Globo)
- Rogério Ribeiro
- Sérgio Américo
- Tiê Leal (hoje na Super Rádio Tupi)
- Victor Cunha

### Plantonistas/interatividade
- Rafael Luna (hoje na 94 FM)
- Vinícius Gama (hoje na Super Rádio Tupi)
- Christiano Pinho*
- Jean Dutra

- *Continuam hoje no Grupo Bandeirantes.

### Membros antigos
- José Carlos Araújo (hoje na Super Rádio Tupi)
- Gérson Canhotinha de Ouro (hoje na Super Rádio Tupi)
- Gilson Ricardo (†)
- Bruno Cantarelli (hoje na Transamérica)
- Bruno Azevedo (hoje na Transamérica)
- Danielle Esperon (hoje na Agência Radioweb)
- Hélio Júnior (hoje na Super Rádio Tupi)
- Nunes
- Gonçalves
- Carlos Alberto Parizzi (†)
- Waguinho (hoje na Mix FM Rio)
- Bebê Monstro
- Mariana Pitzer
- Rafaela Cascardo (hoje na CNN Brasil)
- Daniele Carvalho
- Julia Ballarini (hoje na TV Brasil)
- Ismael Sousa (hoje na ESPN)
- Constância Garcia (hoje na Vasco TV)
- Freitas Neto
- Silvio Vieira
- Marco Sardenberg
- Edison Júnior
- Bruno Torelly
- Marcos Cunha
- Rui Guilherme (hoje na TV Alerj)
- Alexey Carvalho
- Pop Bola (hoje na Mix FM Rio e Youtube)
- Wellington Campos (hoje na Super Rádio Tupi e Rádio Itatiaia)
- Thalyson Martins
- Rodrigo Machado (hoje na Rádio Roquette Pinto)
- Cyro Neves (hoje na Super Rádio Tupi)
- Marcos Martins
- João Tavares
- Kelly Dias (hoje na Band São Paulo)
- Sérgio Guimarães (hoje na Super Rádio Tupi)
- Branco
- Gabriel Cabeça
- James Azevedo
- Rafael Leon
- Felippe Rodrigues
- Fábio Azevedo (hoje na Vasco TV)
- Acácio
- Thiago Esteves (hoje na ESPN)
- Sérgio Lobo (hoje no SporTV)